# Marchantia novoguineensis
Marchantia novoguineensis là một loài Rêu trong họ Marchantiaceae. Loài này được Bischl. mô tả khoa học đầu tiên năm 1989.